# Boa Esperança do Iguaçu
Boa Esperança do Iguaçu är en kommun i Brasilien.   Den ligger i delstaten Paraná, i den södra delen av landet, 1 200 km sydväst om huvudstaden Brasília. Antalet invånare är 2 768.
Omgivningarna runt Boa Esperança do Iguaçu är en mosaik av jordbruksmark och naturlig växtlighet. Runt Boa Esperança do Iguaçu är det ganska glesbefolkat, med 27 invånare per kvadratkilometer.